# Alpine (Wyoming)
Alpine – miasto w Stanach Zjednoczonych, w stanie Wyoming, w hrabstwie Lincoln.